# UPS-Airlines-Flug 6
UPS-Airlines-Flug 6 war ein Frachtflug der US-amerikanischen UPS Airlines. Am 3. September 2010 stürzte eine Boeing 747-400 auf dem Weg vom Dubai International Airport zum Flughafen Köln/Bonn in der Nähe des Flughafens Dubai ab, wobei die zwei Besatzungsmitglieder ums Leben kamen. Die Maschine war umgekehrt, nachdem die Besatzung Rauch im Cockpit gemeldet hatte. Es war der erste tödliche Absturz bei UPS Airlines. Dem Absturz folgte eine Untersuchung der Sicherheitsverfahren bei Rauch im Cockpit.

## Flugzeug
Die Boeing 747-400F (Kennzeichen: N571UP) war 2007 an UPS Airlines geliefert worden. Sie hatte 9.977 Flugstunden absolviert und war im Juni 2010 gewartet worden.

## Unfallhergang
Die Maschine startete um 14:53 UTC vom Flughafen Dubai International. Um 15:15 meldete die Besatzung ein Feuer im Cockpit; das Flugzeug befand sich zu diesem Zeitpunkt ca. 220 km nordwestlich von Dubai. Zuständig war die Luftraumüberwachung von Bahrain. Die beiden Piloten konnten die Fluglotsen in Dubai wegen eines Funkproblems zunächst nicht erreichen. Obwohl ihnen eine Umleitung nach Doha angeboten wurde, entschied der Kapitän, nach Dubai zurückzukehren und in einem Direktanflug auf Bahn 12L zu landen. Etwa vier Minuten nach der ersten Feuerwarnung traten erhebliche Probleme mit der Steuerung des Flugzeugs um die Querachse auf, die später auf eine Beschädigung der Höhenruder-Steuerseile durch das Feuer zurückgeführt wurden. Während des weiteren Sinkflugs äußerte der Kapitän, dass der Rauch so dicht sei, dass er die Instrumente und Bediengeräte für den Funk nicht mehr sehen könne.
Acht Minuten nach Eintritt des Notfalls fiel die Sauerstoffversorgung des Kapitäns aus, woraufhin er die Steuerung des Flugzeugs an den Copiloten übergab, um im hinteren Teil des Cockpits nach einer tragbaren Sauerstoffflasche zu suchen. Während dieser Phase verlor der Kapitän das Bewusstsein und konnte nicht mehr auf seinen Sitz zurückkehren – der Copilot, mit 77 Flugstunden auf der Boeing 747 noch relativ unerfahren, war ab diesem Zeitpunkt auf sich alleine gestellt. Die Kommunikation mit der Flugsicherung konnte nur über dritte Flugzeuge erfolgen, die als Relaisstationen fungierten, da sich das Flugzeug mittlerweile außerhalb der UKW-Reichweite von Bahrain befand, ein Wechsel der Funkfrequenz aufgrund der Sichtverhältnisse im Cockpit aber nicht möglich war.
Beim Anflug auf Dubai war die Maschine deutlich zu hoch und zu schnell, überflog den Flugplatz und versuchte eine Linkskurve zu fliegen, um auf der Landebahn 30 des Flughafens Sharjah zu landen. Aufgrund eines Zahlendrehers bei der Eingabe in den Autopiloten flog sie eine Rechtskurve. Kurz darauf, um 15:42 UTC, verschwand sie vom Radar. Die Untersuchung ergab später, dass die Steuereingaben des Copiloten am Höhenruder praktisch keine Wirkung mehr hatten. Das Flugzeug stürzte auf unbesiedeltes Gelände zwischen der Emirates Road und Al Ain Highway, verfehlte dabei nur knapp die Dubai Silicon Oasis.
Der Kapitän Doug Lampe (48) und sein erster Offizier Matthew Bell (38) kamen ums Leben.

## Untersuchung
Am 8. Oktober 2010 gab die Federal Aviation Administration eine Sicherheitswarnung heraus, da Flug 6 große Mengen an Lithium-Batterien geladen hatte und Halon 1301 ungeeignet ist, solche Brände zu löschen. Am 29. Oktober wurde an Bord zweier Frachtflugzeuge Plastiksprengstoff entdeckt. Am 31. Oktober schloss GCAA, die Luftfahrtbehörde der VAE, aus, dass es an Bord eine Explosion gegeben habe. Am 5. November 2010 beanspruchte der jemenitische Flügel von al-Qaida die Verantwortung für den Absturz von UPS Flug 6.
Als primäre Absturzursache wurde jedoch schließlich ein massives Feuer in dem Bereich des Laderaums festgestellt, in dem sich die Lithium-Batterien befanden.

## Darstellung in Medien
- Wettlauf gegen das Feuer (Originaltitel: Fatal Delivery). Mayday – Alarm im Cockpit [Staffel 15; Folge 4].